# Derbi Eterno de Croacia
El Derbi Eterno (en croata: Vječni derbi) es como popularmente se denomina al partido que enfrenta a los dos equipos más importantes del fútbol croata, el Dinamo Zagreb y el Hajduk Split.
El primer enfrentamiento data del 1 de abril de 1946, cuando por el campeonato regional croata el Hajduk se impuso por 2 a 0, desde entonces se han enfrentado ininterrumpidamente tanto por la liga yugoslava como por la croata. Si bien durante la era yugoslava ambos clubes se hermanaron en pro de la independencia croata, actualmente el partido está marcado por la violencia entre los aficionados y la policía.
Sumando los totales de las distintas etapas, tanto en Yugoslavia como en Croacia, en encuentros oficiales de liga y copa, ambos clubes se enfrentaron en 244 oportunidades, Dinamo Zagreb obtuvo 106 victorias, Hajduk Split obtuvo 76, y se registraron 62 empates.

## Historia
La rivalidad se remonta a 1920 cuando el Građanski Zagreb y el Hajduk Split a menudo se enfrentaron en el campeonato del Reino de Yugoslavia. Después de la Segunda Guerra Mundial, el Građanski fue disuelto por las autoridades comunistas y se formó en su lugar el Dinamo Zagreb, conservando sus colores. Los dos clubes pronto se convirtieron en parte de los «Cuatro Grandes» del fútbol yugoslavo (los otros dos eran el Estrella Roja de Belgrado y Partizan Belgrado de Serbia) desde que el campeonato yugoslavo se estableció en 1946 (ambos clubes disputaron siempre la primera división yugoslava). En 1991, cuando Croacia declaró su independencia, los clubes comenzaron a competir en el Prva HNL, que vio su primera temporada en 1992. Desde 1992 el Dinamo y Hajduk ganaron 23 de los 24 campeonatos croatas, así como 19 de los 24 croatas Copas, lo que los convierte en los clubes absolutamente dominadores del fútbol croata.

## Partidos
La siguiente lista es una recopilación de los partidos oficiales que han disputado el Dinamo y el Hajduk desde la independencia de Croacia y la creación de la liga nacional croata en 1992.
Leyenda
|  | Empate              |
|  | Victoria del Dinamo |
|  | Victoria del Hajduk |

### 1992–2000
| Partido | Fecha              | Competición | Estadio  | Resultado | Goles Dinamo                              | Goles Hajduk                    | Asistencia | Reporte |
| ------- | ------------------ | ----------- | -------- | --------- | ----------------------------------------- | ------------------------------- | ---------- | --- |
| 1       | 14 Mar 1992        | 1. HNL      | Maksimir | 1–2       | Adžić                                     | Miše, Kozniku                   | 15,000     | HRnogomet.com                                                                                                |
| 2       | 9 de mayo de 1992  | 1. HNL      | Poljud   | 0–0       |                                           |                                 | 20,000     | HRnogomet.com                                                                                                |
| 3       | 15 Nov 1992        | 1. HNL      | Maksimir | 1–1       | Dž. Turković                              | Erceg                           | 50,000     | HRnogomet.com                                                                                                |
| 4       | 19 de mayo de 1993 | Copa        | Poljud   | 4–1       | Stanić                                    | Kozniku (2), Jeličić, Novaković | 45,000     | HRnogomet.com                                                                                                |
| 5       | 30 de mayo de 1993 | 1. HNL      | Poljud   | 2–1       | Vlaović                                   | Rapaić, Kozniku                 | 30,000     | HRnogomet.com                                                                                                |
| 6       | 2 Jun 1993         | Copa        | Maksimir | 2–1       | Vlaović (2)                               | Kozniku                         | 45,000     | HRnogomet.com                                                                                                |
| 7       | 1 Aug 1993         | Supercopa   | Maksimir | 4–4       | Vlaović (2), I. Cvitanović, Gašpar        | Mornar (2), Računica, Pralija   | 30,000     | HRnogomet.com                                                                                                |
| 8       | 7 Aug 1993         | Supercopa   | Poljud   | 0–0       |                                           |                                 | 30,000     | HRnogomet.com                                                                                                |
| 9       | 18 Sep 1993        | 1. HNL      | Poljud   | 4–2       | Jeličić (2)                               | Hibić, Računica, Rapaić, Mornar | 30,000     | HRnogomet.com                                                                                                |
| 10      | 27 Mar 1994        | 1. HNL      | Maksimir | 4–0       | I. Cvitanović (2), Dž. Turković, Škrinjar |                                 | 35,000     | HRnogomet.com                                                                                                |
| 11      | 24 Jul 1994        | Supercopa   | Poljud   | 1–0       |                                           | Mornar                          | 30,000     | HRnogomet.com                                                                                                |
| 12      | 31 Jul 1994        | Supercopa   | Maksimir | 1–0       | I. Cvitanović                             |                                 | 15,000     | HRnogomet.com                                                                                                |
| 13      | 27 Nov 1994        | 1. HNL      | Maksimir | 1–0       | Lesjak                                    |                                 | 20,000     | HRnogomet.com                                                                                                |
| 14      | 17 de mayo de 1995 | Copa        | Poljud   | 3–2       | Pamić, Jeličić                            | Erceg (2), Asanović             | 15,000     | HRnogomet.com                                                                                                |
| 15      | 24 de mayo de 1995 | 1. HNL      | Poljud   | 3–1       | Peternac                                  | Pralija (2), Mornar             | 30,000     | HRnogomet.com                                                                                                |
| 16      | 28 de mayo de 1995 | Copa        | Maksimir | 0–1       |                                           | Asanović                        | 17,000     | HRnogomet.com                                                                                                |
| 17      | 24 Sep 1995        | 1. HNL      | Maksimir | 1–0       | Viduka                                    |                                 | 30,000     | HRnogomet.com                                                                                                |
| 18      | 17 Dec 1995        | 1. HNL      | Poljud   | 2–1       | Petrović                                  | Jurčec, Pralija                 | 8,000      | HRnogomet.com                                                                                                |
| 19      | 24 Mar 1996        | 1. HNL      | Maksimir | 4–1       | Gašpar, Mlinarić, Viduka, Mladinić        | Asanović                        | 40,000     | HRnogomet.com                                                                                                |
| 20      | 28 Apr 1996        | 1. HNL      | Poljud   | 3–2       | I. Cvitanović, Mladinić                   | Rapaić, Pralija, Čeko           | 40,000     | HRnogomet.com                                                                                                |
| 21      | 22 Sep 1996        | 1. HNL      | Maksimir | 2–1       | Marić (2)                                 | I. Leko                         | 30,000     | HRnogomet.com                                                                                                |
| 22      | 13 Apr 1997        | 1. HNL      | Poljud   | 1–2       | I. Cvitanović, Marić                      | Erceg                           | 25,000     | HRnogomet.com                                                                                                |
| 23      | 22 Aug 1997        | 1. HNL      | Poljud   | 1–0       |                                           | Vučko                           | 30,000     | HRnogomet.com                                                                                                |
| 24      | 18 Feb 1998        | 1. HNL      | Maksimir | 2–0       | Šokota, Krznar                            |                                 | 25,000     | HRnogomet.com                                                                                                |
| 25      | 29 Mar 1998        | 1. HNL      | Maksimir | 2–1       | Viduka (2)                                | Mladenović                      | 18,000     | HRnogomet.com                                                                                                |
| 26      | 26 Apr 1998        | 1. HNL      | Poljud   | 1–1       | Mujčin                                    | Skoko                           | 20,000     | HRnogomet.com                                                                                                |
| 27      | 30 Oct 1998        | 1. HNL      | Poljud   | 1–1       | Viduka                                    | I. Leko                         | 30,000     | HRnogomet.com                                                                                                |
| 28      | 21 Mar 1999        | 1. HNL      | Maksimir | 1–0       | M. Cvitanović                             |                                 | 25,000     | HRnogomet.com                                                                                                |
| 29      | 25 Apr 1999        | 1. HNL      | Poljud   | 1–0       |                                           | Erceg                           | 30,000     | HRnogomet.com                                                                                                |
| 30      | 19 de mayo de 1999 | 1. HNL      | Maksimir | 1–1       | J. Šimić                                  | Vuković                         | 18,000     | HRnogomet.com                                                                                                |
| 31      | 23 Oct 1999        | 1. HNL      | Poljud   | 1–1       | Šokota                                    | Lalić                           | 30,000     | Vjesnik.hr (enlace roto disponible en Internet Archive; véase el historial, la primera versión y la última). |
| 32      | 11 Mar 2000        | 1. HNL      | Maksimir | 0–0       |                                           |                                 | 30,000     | SD.hr |
| 33      | 2 de mayo de 2000  | Copa        | Poljud   | 2–01      |                                           | Vučko (2)                       | 18,000     | SD.hr |
| 34      | 13 de mayo de 2000 | 1. HNL      | Maksimir | 3–1       | Bišćan, Sedloski, Šokota                  | Deranja                         | 18,000     | SD.hr |
| 35      | 16 de mayo de 2000 | Copa        | Maksimir | 1–0       | I. Cvitanović                             |                                 | 20,000     | SD.hr |

1 Match abandoned after 86 minutes due to mass fight between both clubs' supporters and the police.

### 2000–2010
| Partido | Fecha              | Competición | Estadio  | Resultado | Goles Dinamo                     | Goles Hajduk                  | Asistencia | Reporte     |
| ------- | ------------------ | ----------- | -------- | --------- | -------------------------------- | ----------------------------- | ---------- | ----------- |
| 36      | 19 Sep 2000        | 1. HNL      | Poljud   | 0–1       | Balaban                          |                               | 17,000     | SD.hr       |
| 37      | 3 Dec 2000         | 1. HNL      | Maksimir | 3–2       | Balaban, Šokota, Gondžić         | Deranja, Miladin              | 15,000     | SD.hr       |
| 38      | 14 Apr 2001        | 1. HNL      | Poljud   | 3–1       | Sedloski                         | Bubalo (2), Musa              | 32,000     | SD.hr       |
| 39      | 9 de mayo de 2001  | Copa        | Poljud   | 0–2       | Šokota, Mikić                    |                               | 30,000     | SD.hr       |
| 40      | 13 de mayo de 2001 | 1. HNL      | Maksimir | 1–0       | I. Cvitanović                    |                               | 25,000     | SD.hr       |
| 41      | 23 de mayo de 2001 | Copa        | Maksimir | 1–0       | Pilipović                        |                               | 13,000     | SD.hr       |
| 42      | 14 Oct 2001        | 1. HNL      | Maksimir | 1–2       | Smoje                            | Štimac, Cesar (p.p.)          | 15,000     | SD.hr       |
| 43      | 7 Apr 2002         | 1. HNL      | Poljud   | 2–1       | Zahora                           | Andrić, Erceg                 | 20,000     | SD.hr       |
| 44      | 1 Sep 2002         | 1. HNL      | Poljud   | 1–0       |                                  | Đolonga                       | 35,000     | SD.hr       |
| 45      | 1 Dec 2002         | 1. HNL      | Maksimir | 2–1       | Smoje, Vejić (p.p.)              | Krpan                         | 18,000     | SD.hr       |
| 46      | 13 Apr 2003        | 1. HNL      | Maksimir | 0–1       |                                  | Rapaić                        | 20,000     | SD.hr       |
| 47      | 11 de mayo de 2003 | 1. HNL      | Poljud   | 4–1       | Marić                            | Računica (2), Andrić, Đolonga | 22,000     | SD.hr       |
| 48      | 20 Jul 2003        | Supercopa   | Maksimir | 4–1       | Tomić, Sedloski, Eduardo, Zahora | T. Rukavina                   | 7,000      | SD.hr       |
| 49      | 31 Aug 2003        | 1. HNL      | Maksimir | 1–0       | Mitu                             |                               | 8,000      | SD.hr       |
| 50      | 6 Dec 2003         | 1. HNL      | Poljud   | 3–1       | Kranjčar                         | Računica, Krpan, Andrić       | 15,000     | SD.hr       |
| 51      | 3 Apr 2004         | 1. HNL      | Poljud   | 0–0       |                                  |                               | 25,000     | SD.hr       |
| 52      | 1 de mayo de 2004  | 1. HNL      | Maksimir | 3–1       | Strupar (2), Zahora              | Pralija                       | 20,000     | SD.hr       |
| 53      | 17 Jul 2004        | Supercopa   | Poljud   | 1–0       |                                  | Blatnjak                      | 17,000     | Sportnet.hr |
| 54      | 11 Sep 2004        | 1. HNL      | Maksimir | 3–0       | Eduardo, Zahora, Karić           |                               | 15,000     | Sportnet.hr |
| 55      | 5 Dec 2004         | 1. HNL      | Poljud   | 1–0       |                                  | Bušić                         | 25,000     | Sportnet.hr |
| 56      | 11 Sep 2005        | 1. HNL      | Maksimir | 0–0       |                                  |                               | 35,000     | Sportnet.hr |
| 57      | 12 Feb 2006        | 1. HNL      | Poljud   | 0–1       | Modrić                           |                               | 20,000     | Sportnet.hr |
| 58      | 15 Apr 2006        | 1. HNL      | Poljud   | 1–0       |                                  | Cimirotič                     | 10,000     | Sportnet.hr |
| 59      | 13 de mayo de 2006 | 1. HNL      | Maksimir | 1–0       | Modrić                           |                               | 30,000     | Sportnet.hr |
| 60      | 1 Oct 2006         | 1. HNL      | Poljud   | 2–2       | Eduardo, Vugrinec                | Carević, Munhoz               | 35,000     | Sportnet.hr |
| 61      | 24 Feb 2007        | 1. HNL      | Maksimir | 2–1       | Eduardo (2)                      | Bartolović                    | 30,000     | Sportnet.hr |
| 62      | 14 Mar 2007        | Copa        | Maksimir | 1–0       | Vugrinec                         |                               | 15,000     | Sportnet.hr |
| 63      | 4 Apr 2007         | Copa        | Poljud   | 2–2       | Modrić, Tadić                    | Damjanović, Bartolović        | 25,000     | Sportnet.hr |
| 64      | 19 de mayo de 2007 | 1. HNL      | Maksimir | 3–0       | Eduardo (3)                      |                               | 35,000     | Sportnet.hr |
| 65      | 7 Oct 2007         | 1. HNL      | Poljud   | 1–2       | Modrić, Mandžukić                | Kalinić                       | 18,000     | Sportnet.hr |
| 66      | 8 Mar 2008         | 1. HNL      | Maksimir | 1–0       | Vrdoljak                         |                               | 13,500     | Sportnet.hr |
| 67      | 3 de mayo de 2008  | 1. HNL      | Poljud   | 1–1       | Etto                             | A. Rukavina                   | 10,000     | Sportnet.hr |
| 68      | 7 de mayo de 2008  | Copa        | Maksimir | 3–0       | Mandžukić (2), Tadić             |                               | 15,000     | Sportnet.hr |
| 69      | 14 de mayo de 2008 | Copa        | Poljud   | 0–0       |                                  |                               | 6,000      | Sportnet.hr |
| 70      | 21 Sep 2008        | 1. HNL      | Maksimir | 0–2       |                                  | Gabrić, Ibričić               | 8,000      | Sportnet.hr |
| 71      | 22 Feb 2009        | 1. HNL      | Poljud   | 2–0       |                                  | Kalinić, Ibričić              | 38,000     | Sportnet.hr |
| 72      | 13 de mayo de 2009 | Copa        | Maksimir | 3–0       | Mandžukić (2), Sammir            |                               | 20,000     | Sportnet.hr |
| 73      | 28 de mayo de 2009 | Copa        | Poljud   | 3–0       |                                  | Kalinić (2), Bartolović       | 18,000     | Sportnet.hr |
| 74      | 31 de mayo de 2009 | 1. HNL      | Poljud   | 2–2       | Chago, Mandžukić                 | Ibričić, Vukušić              | 10,000     | Sportnet.hr |
| 75      | 31 Oct 2009        | 1. HNL      | Poljud   | 2–1       | Sivonjić                         | Lovren (p.p.), Strinić        | 4,000      | Sportnet.hr |
| 76      | 24 Mar 2010        | Copa        | Maksimir | 0–0       |                                  |                               | 13,000     | Sportnet.hr |
| 77      | 7 Apr 2010         | Copa        | Poljud   | 1–0       |                                  | Ibričić                       | 30,000     | Sportnet.hr |
| 78      | 1 de mayo de 2010  | 1. HNL      | Maksimir | 0–0       |                                  |                               | 13,000     | Sportnet.hr |

### 2010–presente
| Partido | Fecha       | Competición | Estadio   | Resultado | Goles Dinamo    | Goles Hajduk | Asistencia | Reporte     |
| ------- | ----------- | ----------- | --------- | --------- | --------------- | ------------ | ---------- | ----------- |
| 79      | 17 Jul 2010 | Supercopa   | Maksimir  | 1–0       | Bišćan          |              | 8,000      | Sportnet.hr |
| 80      | 11 Sep 2010 | 1. HNL      | Poljud    | 1–1       | Sammir          | An. Sharbini | 30,000     | Sportnet.hr |
| 81      | 19 Mar 2011 | 1. HNL      | Maksimir  | 2–0       | Badelj, Bećiraj |              | 15,000     | Sportnet.hr |
| 82      | 10 Sep 2011 | 1. HNL      | Poljud    | 1–1       | Ibáñez          | Andrić       | 33,000     | Sportnet.hr |
| 83      | 17 Mar 2012 | 1. HNL      | Maksimir  | 2–1       | Krstanović (2)  | Vukušić      | 18,000     | Sportnet.hr |
| 84      | 29 Sep 2012 | 1. HNL      | Maksimir  | 3–1       | Sammir (2), Čop | Caktaš       | 7,500      | Sportnet.hr |
| 85      | 23 Feb 2013 | 1. HNL      | Poljud    | A definir |                 |              |            |             |
| 86      | A definir   | 1. HNL      | A definir | A definir |                 |              |            |             |

Nota: El marcador del equipo local siempre se muestra primero

## Historial estadístico
Para confeccionar esta tabla se toman en cuenta todos los encuentros disputados en competiciones oficiales desde 1946 en adelante, en dicho historial se consideran los partidos entre Hajduk Split y Dinamo Zagreb (incluyendo sus distintas denominaciones HAŠK Građanski (1992-1993) y Croacia Zagreb (1993-2000). Cuando un partido es definido por penales se otorga el resultado saliente de los 90 minutos (o 120 si hubo prórroga) de juego, más allá del ganador final, y no se agregan a la tabla de goles los tantos convertidos en la definición.

### Yugoslavia
| Motivo               | PJ  | GDZ | E  | GHS | GolDZ | GolHS |
| -------------------- | --- | --- | -- | --- | ----- | ----- |
| Liga Regional Croata | 2   | 0   | 0  | 2   | 2     | 6     |
| Liga RFS Yugoslavia  | 90  | 33  | 26 | 31  | 123   | 121   |
| Copa RFS Yugoslavia  | 11  | 6   | 2  | 3   | 19    | 11    |
| Total Yugoslavia     | 103 | 39  | 28 | 36  | 144   | 138   |

| PJ: partidos jugados          |
| GDZ: ganador Dinamo Zagreb    |
| GHS: ganador Hajduk Split     |
| E: empate                     |
| GolDZ: goles de Dinamo Zagreb |
| GolHS: goles de Hajduk Split  |

### Croacia
| \| Motivo \| PJ \| GDZ \| E \| GHS \| GolDZ \| GolHS \| \| ----------------- \| ---------- \| --- \| -- \| --- \| ----- \| ----- \| \| Liga Croacia \| 109 \| 49 \| 28 \| 32 \| 149 \| 106 \| \| Copa Croacia \| 22 \| 13 \| 3 \| 6 \| 33 \| 18 \| \| Supercopa Croacia \| 10[Nota 3] \| 5 \| 3 \| 2 \| 16 \| 9 \| \| Total Croacia \| 141 \| 67 \| 34 \| 40 \| 198 \| 133 \| |     |     |    |     |       |       |
| Motivo | PJ  | GDZ | E  | GHS | GolDZ | GolHS |
| Liga Croacia | 109 | 49  | 28 | 32  | 149   | 106   |
| Copa Croacia | 22  | 13  | 3  | 6   | 33    | 18    |
| Supercopa Croacia | 10  | 5   | 3  | 2   | 16    | 9     |
| Total Croacia | 141 | 67  | 34 | 40  | 198   | 133   |

- Actualizado al 1 de diciembre de 2024